# Macrocybe
Macrócybe (рус. Макроцибе) — род грибов из семейства Рядовковые (Tricholomataceae).

## Описание
- Плодовые тела шляпконожечные, крупные, мясистые. Шляпка выпуклой или вдавленной формы, белого, желтоватого или сероватого цвета, с сухой гладкой поверхностью и подвёрнутым краем.
- Пластинки выемчатые, частые, светлые, с многочисленными пластиночками.
- Ножка цилиндрической или булавовидной формы, гладкая, чешуйчатая или волокнистая.
- Мякоть белого цвета, на воздухе цвет не меняет.

Тип развития плодовых тел гимнокарпный.
Гифы с пряжками. Споровый порошок белого или кремового цвета. Споры гиалиновые, неамилоидные, цианофильные, гладкие, шаровидной или яйцевидной формы. Базидии четырёхспоровые. Хейлоцистиды отсутствуют. Трама пластинок правильная.

## Экология
Представители рода — сапротрофы, произрастающие на сгнивших древесных остатках.

## Таксономия

### Виды
- Macrocybe crassa (Berk.) Pegler & Lodge, 1998
- Macrocybe gigantea (Massee) Pegler & Lodge, 1998
- Macrocybe lobayensis (R. Heim) Pegler & Lodge, 1998
- Macrocybe pachymeres (Berk. & Broome) Pegler & Lodge, 1998
- Macrocybe praegrandis (Berk.) Pegler & Lodge, 1998
- Macrocybe spectabilis (Peerally & Sutra) Pegler & Lodge, 1998
- Macrocybe titans (H.E. Bigelow & Kimbr.) Pegler, Lodge & Nakasone, 1998